# Acrolophus contubernalis
Acrolophus contubernalis är en fjärilsart som beskrevs av Edward Meyrick 1923. Acrolophus contubernalis ingår i släktet Acrolophus och familjen Acrolophidae. Inga underarter finns listade i Catalogue of Life.